# Pedro Bejarano Palacios
Pedro Bejarano Palacios (Río Chorcha, Chiriquí, Panamá; fecha de nacimiento desconocida - La Casona de Coto Brus, Costa Rica; 6 de octubre de 2012) fue un cacique de la etnia ngäbe. Fue líder social y religioso de la comunidad indígena de Brusmalís, Coto Brus, en el sureste costarricense, frontera con Panamá, y durante su vida se le consideró emblema de la cultura de este pueblo indígena en Costa Rica. En 1992, el gobierno de Costa Rica le otorgó el Premio Nacional de Cultura Popular Tradicional.

## Biografía
Nació en la localidad panameña de Río Chorcha, en Chiriquí, en una zona conocida por las constantes migraciones de los indígenas guaymíes a los dos lados de la frontera entre Costa Rica y Panamá.
Fue el fundador de la colonia de La Casona, una comunidad de indígenas guaymíes de la cual se convirtió en su líder, localizada en el cantón de Coto Brus, en Costa Rica, tras lo cual se nacionalizó costarricense.
Durante su vida, se caracterizó por la práctica de sus conocimientos en medicina natural, elaboración de artesanías y de instrumentos musicales propios de su etnia. En la ciudad de San Vito de Coto Brus, participó activamente en el desarrollo de la escuela de La Casona de Limoncito y en la construcción de un colegio y del centro médico de la comunidad.
En 1992, fue galardonado con el Premio Nacional de Cultura Popular Tradicional por su lucha en la reivindicación de los derechos y cultura del pueblo ngäbe.
Afectado por un problema visual, continuó ostentando honoríficamente el título de cacique aún después de entregar su cargo a su sucesor.
Falleció el 6 de octubre de 2012 en el asentamiento ngäbe de La Casona.

## Reconocimientos
- Premio Nacional de Cultura Popular Tradicional de Costa Rica (1992).